# Stephanobunus mitovi
 (mai 2021).
Stephanobunus
Genre
Espèce
Stephanobunus mitovi, unique représentant du genre Stephanobunus, est une espèce fossile d'opilions eupnois de la famille des Phalangiidae.

## Distribution
Cette espèce a été découverte dans de l'ambre de la Baltique. Elle date de l'Éocène.

## Description
L'holotype mesure 2,8 mm.

## Étymologie
Cette espèce est nommée en l'honneur de Plamen Genkov Mitov.

## Publication originale
- Dunlop & Mammitzsch, 2010 : « A new genus and species of harvestman from Baltic amber. » Palaeodiversity, vol. 3, p. 23–32 (texte intégral).